# Kerkdriel
Kerkdriel (51° 46′ N, 5° 20′ L) é uma cidade dos Países Baixos, na província de Guéldria. Kerkdriel pertence ao município de Maasdriel, e está situada a 8 km, a norte de 's-Hertogenbosch.
Em 2001, a cidade de Kerkdriel tinha 6195 habitantes. A área urbana da cidade é de 1.5 km², e tem 2329 residências. 
A área de Kerkdriel, que também inclui as partes periféricas da cidade, bem como a zona rural circundante, tem uma população estimada em 6940 habitantes.